# بطلمیوس دوم
بطلمیوس دوم فیلادلفوس (Πτολεμαῖος Φιλάδελφος) دومین فرعون دودمان بطلمیوسی مصر از ۳۰۹ تا ۲۴۶ پیش از میلاد بوده‌است. او باعث توسعه کتابخانه اسکندریه مصر گردید. به‌فرمان او، عهد عتیق را به زبان یونانی ترجمه کردند و به تورات سبعین یا سپتوآگینت موسوم است. ابوریحان بیرونی در آثار الباقیه ترجمهٔ تورات به یونانی به‌فرمان بطلمیوس را چنین بازنموده است:
شرح قصه اینست که چون بخت‌النصر بر بیت‌المقدس دست‌یافت و آنجا را خراب کرد، طایفه‌ای از یهود جلای وطن کردند و به پادشاه مصر پناهنده شدند. تا آنکه زمان پادشاهی بطلمیوس فیلادلفوس شد. او چون شنید که تورات کتابیست آسمانی، یهودیان را به‌سوی خود خواند و مسکنشان داد و ملاطفت بسیار کرد و اجازه داد که به بیت‌المقدس بازگردند. پس بنی‌اسرائیل با بدرقهٔ مقربان شاه بیرون شدند. بطلمیوس گفتشان که: «مرا به شما نیازی است. اگر حاجت مرا برآورید، حق مرا سپاس گزارده‌اید، و آن اینست که نسخه‌ای از کتابتان تورات را به من ببخشید.» بنی‌اسرائیل حاجتش را اجابت کردند و چون به بیت‌المقدس بازگشتند، وعدهٔ خویش را وفا نمودند و یک نسخهٔ تورات به زبان عبری ازبرای این پادشاه فرستادند. بطلمیوس عبری نمی‌فهمید. پس به‌سوی ایشان کس فرستاد که: «کسانی را نزد من بفرستید که یونانی و عبری بدانند تا این کتاب را ازبهر من ترجمه کنند.» پس بنی‌اسرائیل از اسباط دوازده‌گانه ۷۲ تن برگزیدند (شش تن از هرسبط) و پیش این شاه فرستادند. ایشان به ترجمهٔ تورات مشغول شدند. ایشان را بطلمیوس دو به دو از هم جدا کرد و بر سر هردو نفر مأموری گذاشت تا مواظبت نمایند. چون از ترجمه فارغ شدند، ۳۶ ترجمه به‌دست آمد. آن‌ها را با یکدیگر مقابله کردند، اختلاف چندانی نیافتند. پس شاه ایشان را پاداش داد، و اینان یک نسخه از این ۳۶ نسخه را خواستند تا اسباب افتخار و مباهات بر همسرانشان باشد، پادشاه هم از بذل آن مضایقه نکرد، و این همان نسخه است که نزد نصارا است و تبدیل و تحریف نیافته است.